# Vanguard International Semiconductor

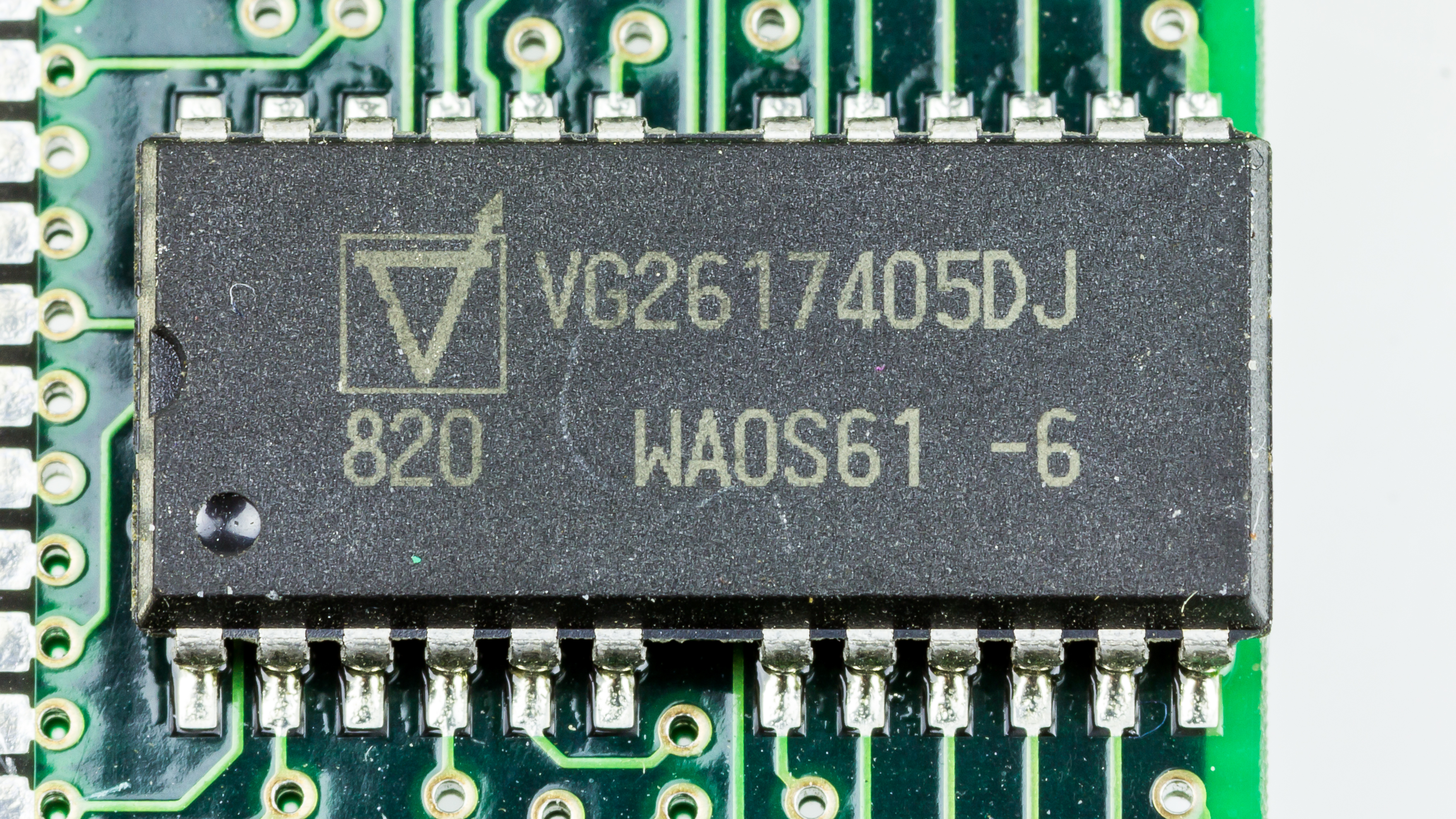
EDO-RAM von Vanguard

Vanguard International Semiconductor Corporation (VIS) ist eine auf die Herstellung von integrierten Schaltungen spezialisierte Foundry, das heißt ein Auftragsfertiger für Halbleiterprodukte.
Das taiwanische Unternehmen mit dem Hauptsitz im Hsinchu-Wissenschaftspark, Hsinchu, Taiwan, wurde im Dezember 1994 als Ausgliederung eines Sub-Mikrometer-Projekts des Forschungsinstituts für Industrietechnologie (ITRI) gegründet. Zu den damaligen Geldgebern gehörten unter anderem Taiwan Semiconductor Manufacturing Corporation (TSMC), Ministry of Economic Affairs (MOEA) und USI Corporation sowie elf weitere institutionelle Investoren. Seit dem März 1998 wird VIS Over-The-Counter (OTC) am GreTai Securities Market  gehandelt. Im Jahr danach startete VIS als Unterauftragnehmer von TSMC die Herstellung von Logik- und Mixed-Signal-Produkten.
Ziel der Ausgliederung im Jahr 1994 war die Entwicklung und Produktion von DRAM und anderen Halbleiterspeicherbauteilen. Diese Ausrichtung wurde aber spätestens im Jahr 2000 überdacht, als VIS offiziell verkündete sein Geschäftsmodell von einem reinen DRAM-Hersteller in eine Foundry umzustellen. Vier Jahre später wurde die DRAM-Produktion sogar komplett eingestellt und VIS wurde eine Pure-play-Foundry.
Aktuell (2012) besitzt VIS zwei Fabriken für 200-mm-Wafer, die zusammen eine monatliche Produktionsleistung von ungefähr 140.000 Wafern ermöglichen, und beschäftigt ungefähr 3.500 Mitarbeiter.
Im Jahr 2024 gibt VIS auf ihrer Website an, vier 200-mm-Fabs in Taiwan und eine in Singapur zu betreiben und 6.000 Mitarbeiter zu haben. Von den fünf Fabs wurden die letzten drei in den Jahren 2014, 2020 und 2022 zugekauft. Ihre Produktionsleistung hat die Firma bis 2023 auf 279.000 Wafer gesteigert.
Im Juni 2024 kündigte VIS gemeinsam mit NXP Semiconductors an, eine 300-mm-Fab in Singapur neu zu errichten und als Joint Venture unter dem Namen VisionPower semiconductor manufacturing company Pte Ltd (VSMC) zu betreiben. Diese solle die Produktion im Jahr 2027 aufnehmen und allein 1.500 Mitarbeiter beschäftigen. Dabei werde VIS einen Anteil von 60 % an dem neuen Unternehmen halten.